# Nuskova
Nuskova (madžarsko Diósfalva, prekmursko nekoč Noskova, nemško Rotterberg, ali Rottenberg) je naselje v Občini Rogašovci.

## Lega in značilnost kraja
Núskova, (v Núskovi, núskovski, Núskovčarje) je razloženo, deloma obcestno naselje. Spada v tri lege - te so dolinsko, pobočno in slemensko v sz. delu Goričkega. Jedro z avtobusno postajo, gostilno in kapelo svete Trojice je Srednja Gasa (v Srednji Gasi, iz Srednje Gase). Kraj ceste iz Gornjih Slaveč je zaselek Zálože (v Záložah, iz Zálož); na zahodnem pobočju je zaselek Núskovske Rájse (v Núskovskih Rájsah, iz Núskovskih  Rájs). V vasi je tudi binkoštna cerkev.
Spada pod Krajinski park Goričko. Vas leži na nadmorski višini 253 m, Blizu nje je osem izvirov slatine, ki so deloma zaprti, deloma odprti. Skozi vas teče rečica Ledava. 
Prst ob Ledavi je peščena, na zahodnem pobočju ilovnata ali lapornata, na slemenih pa prodnata. Mešani gozdovi so le ob slavečki meji, drugod pa so njive in travniki. Poljščine, ki jih pridelujejo so: pšenica, koruza, krompir, krmne rastline. Ob hišah so sadovnjaki in brajde s hibridno trto. Med sadnim drevjem prevladuje jablane in slive.

## Kapela svete Trojice, Nuskova
Kapela iz 1925 z visokim zvonikom s strmo streho ter profilacijo na vogalih, okoli oken na zatrepu in pod streho, predstavlja pomemben poudarek v vaškem središču. Stoji severno od glavne ceste Rogašovci - Kuzma. Na njej je posebnost - zatrep, lesen trikoten vrh stene pod streho na ožji strani stavbe.

## Izvir mineralne vode v Nuskovi
Veliko obiskovalcev obišče izvir mineralne vode v Nuskovi (lokacija: 46°48′38″N 16°01′31″E / 46.810521°N 16.025228°E). Mineralno vodo lahko tudi poskusite, vendar za večino nima prijetnega okusa, saj vsebuje veliko železa in ostalih mineralov. Voda je primerna za osebe s problemom slabokrvnosti.
Naravni izvir mineralne vode v Nuskovi se omenja v zgodovini Prekmurja šele leta 1900, sicer pa je bil poznan že prej, saj so prebivalci Sotine, Serdice, Gornjih Slaveč in Kuzme nosili pitno mineralno vodo na domove že veliko prej. Obnovljen je bil leta 1962 (postavljen steber). V takšni obliki se nahaja še danes, le da je njegova okolica še prijaznejša do obiskovalca, ki ga na to lokacijo pripelje tabla. Na tabli so na voljo vse potrebne informacije v zvezi z vrelcem, ob vrelcu pa je pod slamnato streho urejeno tudi počivališče za pohodnike in kolesarje .
Izviri mineralnih voda (vsebujejo nad 1g/l raztopljenih mineralnih snovi ali nad 1g/l prostega plina CO2) se sicer pojavljajo v severovzhodnem delu Slovenije. Velika gostota naravnih ali delno ohranjenih izvirov je ostala samo še v osrednjem delu Ščavnice in delu Kapelskih goric, na območju reke Ledave.

## Prireditve
- Leta 1990 Borovo gostüvanje.